# شخص ما للحب (أغنية جاستن بيبر)
«سومبودي تو لوف» بمعنى «شخص لأحبه» (بالإنجليزية: Somebody to Love)‏ هي أغنية من قبل فنان التسجيل الكندي جاستن بيبر. أُصدرت كأغنية ثانية للنصف الأخير من ألبوم بيبر الأول، ماي ورلد 2.0. أُصدر منها نسخة ريمكس تتضمن أشر ووضعها بيبر في ألبومه الريمكس نيفر ساى نيفر: ذا ريمكسس.

## الفيديو الموسيقي
تم إصدار الفيديو الموسيقى للأغنية في 9 مايو 2010، وقد تم تصوير الفيديو الموسيقى للنسخة الريمكس الرسمية للأغنية التي تتضمن أشر، الفيديو من إخراج ديف مايرز. تم تصوير الفيديو من قبل جامايكا كرافت. تم نشر معاينة للفيديو على إيه أو إل، وبعد ذلك على قناة بيبر على فيفو.

## التكوين والاستقبال النقدي
أغنية «سومبودي تو لوف» هي أغنية بوب. يتم مزج غناء بيبر آر أند بي معاصر في جميع أنحاء الأغنية. تدمج الأغنية أيضًا عناصر من ديسكو اليورو. الأغنية مكتوبة في مفتاح (موسيقى) دو صغير، ويمتد غناء بيبر من الملاحظة المنخفضة لـG3 إلى الملاحظة العالية لـC5.

## وصلات خارجية
- كلمات الأغنية الكاملة على مترولايركس